# OZ (groupe finlandais)
Pour les articles homonymes, voir OZ.
OZ (toujours écrit avec deux lettres majuscules) est un groupe de heavy metal, originaire de Nakkila, en Finlande. Il est formé en 1977, est séparé en 1991, puis reformé en 2010.

## Histoire
Depuis 1983, OZ est actif principalement en Suède, les membres du groupe s'étant établis à Stockholm après la sortie de leur deuxième album. Ils créent l'événement avec leur album Fire in the Brain, sorti en 1983, teinté de new wave of British heavy metal, et qui est très bien accueilli par la critique et les fans du genre,,. Malheureusement, les albums suivants n'ont pas réussi à atteindre un tel succès, et le groupe disparaît progressivement de la scène internationale.
En 2010, le batteur Mark Ruffneck (né Pekka Mark), le bassiste et auteur principal des chansons Jay C. Blade (né Jukka Homi) et le chanteur Ape De Martini (né Tapani Hämäläinen) reforment le groupe avec en complément Costello Hautamäki et Markku Petander. Après s'être reformé, le groupe sort l'album Burning Leather en 2011. Leur dernier album Transition State sorti le 20 octobre 2017 chez le label AFM Records. En 2017, OZ est constitué de cinq membres, avec Mark Ruffneck comme seul membre d'origine. En 2020, le groupe sort l'album Forced Commandments.

## Membres

### Membres actuels
- Mark Ruffneck (Pekka Mark) – batterie, percussion (1977–1991, depuis 2010)
- Peppi Peltola - basse, chœur (depuis 2016)
- Juzzy Kangas - guitare, chœurs (depuis 2016)
- Johnny Cross - guitare, chœurs (depuis 2016)
- Vince Koivula - chant (depuis 2016)

### Anciens membres en concert
- Michel Santunione - guitare
- John Berg - guitare
- Johannes Sandberg - basse

### Anciens membres
- Ape De Martini (Tapani Hämäläinen) – chant (1977–1991, 2010–2016)
- Jay C. Blade (Jukka Lewis) – basse, chœur (1982–1987, 2010–2016)
- Markku Petander – guitare (2010–2011)
- Costello Hautamäki – guitare (2010)
- Michael Lundholm – guitare (1990–1991)
- Jörgen Schelander – clavier (1990–1991)
- Fredrik Thörnholm – basse (1990–1991)
- Tobbe Moen – basse (1990)
- Spooky Wolff – guitare (1983–1987)
- Speedy Foxx – guitare (1983–1987)
- Esa Niva – guitare (1982–1983)
- Tauno Vajavaara – basse (1982)
- Kari Elo – guitare (1982)

## Discographie
- 1982 : Heavy Metal Heroes
- 1983 : Fire in the Brain
- 1984 : III Warning
- 1985 : Turn the Cross Upside Down (EP)
- 1986 : Decibel Storm
- 1991 : Roll the Dice
- 2011 : CD Dominator (promo)
- 2011 : Burning Leather
- 2017 : Transition State
- 2020 : Forced Commandments (album)